# Татяна Найник
Татяна Борисовна Найник (на руски: Татья́на Бори́совна На́йник) е руска певица, актриса, модел и продуцент.

## Биография

### Ранен живот
Татяна Найник е родена в Ленинград, СССР на 6 април 1978 г. в семейство на учени. Баща ѝ Борис работи като учен в областта на техническите науки, а също така и в театъра. Майка ѝ Нина е инженер-конструктор. Завършва художествено училище, няколко години се занимава със спортна гимнастика и класически балет. Завършва кинология в Биологическия факултет на Санктпетербургския държавен университет и получава звание кучешки-треньор втора степен.

### Здравословно състояние
Проблемите със здравето на Татяна, започват през 2008 г. След хоспитализавия е диагностицирана със силна депресия, която причинява припадъци и пристъпи на паника. Последният тежък пристъп е в нощта на 31 декември 2014 г. срещу 1 януари 2015 г. Татяна е откарана в Централната клинична болница. По-късно става известно, че певицата е в очакване на първо дете.

### Личен живот
Живее в продължение на 4 години в граждански брак с танцьора Дмитрий. Среща се с украинския телевизионен водещ и шоумен Андрей Джеджула. В началото на юли 2015 се омъжва за Александър Терехов. На 24 август 2015 г. ражда дъщеря Вера.

## Кариера

### Модел
През 1996 г. по съвет на баба си, която вижда реклама за предстоящия конкурс „Лицо года“, Татяна се явява на кастинг. Одобрена е и е предложен договор за работа на модел. Нейният опит включва работа с различни печатни издания, отпечатани във Франция, Испания, Италия и Холандия. Снимките ѝ са публикувани в издания като „Shape“, „Elle“ и „Top Ten“. Следващият конкурс за красота, в който участва, е „Мис Санкт-Петербург“, където достига до финал.

### ВИА Гра
В началото на 2002 г. Татяна става член на група ВИА Гра, заменяйки напусналата Надежда Грановская. Скоро излиза първият клип с нейно участие – „Стоп! Стоп! Стоп!“. Първи концерт с нея се провежда на 23 май в Москва, концертна зала „Россия“ по време на церемония за наградите „Овация“. През август 2002 г. са записани две нови песни. Скоро след това е обявено, че следващият сингъл ще бъде една от тези песни и видео за него ще бъде заснето през септември. В същото време Грановская се връща в групата. Преди Татяна да напусне, групата изпълнява като квартет на няколко пъти. През ноември в състав Альона Виницкая – Татяна Найник – Анна Седокова, те се появяват на корицата на руското издание на списание Maxim. В същото време Татяна напуска групата, след проблем с продуцентите.

### Maybe
Не след дълго Татяна създава свой собствена група – „Maybe“, в която е солист и продуцент. Копродуцент на групата е Питър Хофман, приятел на Татяна. Първоначално групата е дуо – Татяна Найник и Диана Николаева. Записват няколко песни. През пролетта на 2006 г. трябва да излезе дебютен албум, но по неизвестни причини това не се случва. В края на 2006 г. към групата се присъединява Алевтина Беляева, а по-късно на мястото на Николаева идва Наталия Рижая.

### Актриса
Снима се в игрален филм в Европа, но той не излиза. През 2014 г. Татяна участва в комедийния сериал „Сватьи“, чиято премиера е на 14 април 2014 г. по телевизионния канал Домашний.

## Дискография

### Албуми с ВИА Гра
- „Попытка № 5“ (преиздание)

### Сингли

#### ВИА Гра
- „Стоп! Стоп! Стоп!“
- „Good morning, папа!“

#### Maybe
- „Признание“
- „Поиграй со мной в любовь“
- „Кто ты?“
- „Не дано“
- „Небо и земля“
- „Мёд и лёд“
- „Осталась“ (музика и текст Олег Влади)[30]
- „Обо мне“
- „I am, are you“
- „Скучаю“ (съвместно с Владимир Политов, музика и текст – Сергей Ревтов)[31]
- „Малиновое сердце“

## Видеография
ВИА Гра
| Година | Клип                  | Режисьор     | Състав                                                            | Албум                |
| ------ | --------------------- | ------------ | ----------------------------------------------------------------- | -------------------- |
| 2002   | „Стоп! Стоп! Стоп!“   | Семьон Горов | Татяна Найник, Альона Виницкая, Анна Седокова                     | „Стоп! Снято! (DVD)“ |
| 2002   | „Good morning, папа!“ | Семьон Горов | Татяна Найник, Альона Виницкая, Анна Седокова, Надежда Грановская | „Стоп! Снято! (DVD)“ |

### С други изпълнители
| Година | Клип          | Изпълнител |
| ------ | ------------- | ---------- |
| 2003   | „Мороз“       | ИКС-Миссия |
| 2013   | „Ночь текила“ | Артур Григ |